# 游戏米果
游戏米果，全称米果网络科技(上海)有限公司，是中国一家游戏公司，于2003年3月成立。曾运营游戏《如来神掌》、《真封神OL》。该公司于2008年倒闭。

## 争议

### 真人通缉令
2006年8月，米果网络发布声明，公布六名员工的身份信息，称公司与这六名员工解除劳动合同，并将使用法律手段追究“侵犯公司商业秘密”和“侵犯著作权”的行为，并提醒同行不雇佣这几名员工。但员工反驳其声明。公司和员工相互发起诉讼，公司无一胜诉，而员工之一的赖介婷获得赔偿。

### 高跟鞋打人事件
2006年10月，游戏米果女主管王淑琴用高跟鞋敲击员工金朋。2006年12月，公安机关对王淑琴做出罚款500元的行政处罚。